# Jump London
Jump London är en dokumentärfilm där Sebastien Foucan och andra utövare av Le Parkour, en urban rörelseform och idrott. I filmen tar de sig fram längs och på många kända byggnader, exempelvis Royal Albert Hall.